# Альтийак
Альтийа́к (фр. Altillac, окс. Altilhac) — коммуна во Франции, находится в регионе Новая Аквитания. Департамент — Коррез. Входит в состав кантона Меркёр. Округ коммуны — Тюль.
Код INSEE коммуны — 19007.
Коммуна расположена приблизительно в 430 км к югу от Парижа, в 110 км юго-восточнее Лиможа, в 33 км к югу от Тюля.

## Население
Население коммуны на 2008 год составляло 854 человека.
| 1962 | 1968 | 1975 | 1982 | 1990 | 1999 | 2008 |
| ---- | ---- | ---- | ---- | ---- | ---- | ---- |
| 781  | 762  | 720  | 791  | 824  | 801  | 854  |

## Экономика
В 2007 году среди 504 человек в трудоспособном возрасте (15-64 лет) 367 были экономически активными, 137 — неактивными (показатель активности — 72,8 %, в 1999 году было 69,0 %). Из 367 активных работали 356 человек (204 мужчины и 152 женщины), безработных было 11 (4 мужчин и 7 женщин). Среди 137 неактивных 35 человек были учениками или студентами, 60 — пенсионерами, 42 были неактивными по другим причинам.

## Достопримечательности
- Церковь Сент-Этьен (XIV век). Памятник истории с 1975 года[3]